# ماناسيه إشياكو
ماناسيه إشياكو (بالإنجليزية: Manasseh Ishiaku)‏ (مواليد 9 يناير 1983 في بورت هاركورت - نيجيريا) لاعب كرة قدم نيجيري يلعب حاليا لصالح نادي الدرجة الأولى كولن الألماني منذ 2008 في مركز المهاجم . .

## روابط خارجية
- ماناسيه إشياكو على موقع قاعدة بيانات كرة القدم.إي يو (الإنجليزية)
- ماناسيه إشياكو على موقع بيانات كرة القدم. دي إي (الألمانية)
- ماناسيه إشياكو على موقع ناشيونال فوتبول تيمز (الإنجليزية)
- ماناسيه إشياكو على موقع عالم كرة القدم.نت (الإنجليزية)
- ماناسيه إشياكو على موقع كووورة